# Signe de la sonnette
Pour les articles homonymes, voir Sonnette.
 (mai 2017).
Si vous disposez d'ouvrages ou d'articles de référence ou si vous connaissez des sites web de qualité traitant du thème abordé ici, merci de compléter l'article en donnant les références utiles à sa vérifiabilité et en les liant à la section « Notes et références ».
Le signe de la sonnette est un signe clinique qui correspond à l’aggravation d’une radiculalgie (douleur radiculaire) par l'exercice d'une pression paravertébrale.
Ce signe oriente le diagnostic vers une atteinte radiculaire, c'est-à-dire l'atteinte d'une racine nerveuse dans le cadre d'une neuropathie périphérique causée par une hernie. La douleur suit alors en général le trajet sensitif de la racine nerveuse en question.